# Ардарик
Ардарик или Ардарих (? — 460?) је био владар, односно краљ Гепида. О његовом раном животу се мало зна.
Први пут се спомиње за време владавине хунског владара Атиле коме су Гепиди служили као вазали. Ардарик је описан као најоданији од свих Атилиних вазала и један од његових највреднијих савезника. Међутим, након што је Атила умро 453. и избио грађански рат међу његовим синовима, Ардарик је заједно са Остроготима и њиховим краљем Теодемиром дигао устанак. То је резултовало великом бици на реци Недао 454. у којој је погинуо хунски краљ Елак, а Хуни потпуно разбијени. Гепиди су тако постали господарима Панонске низије, али нису могли успоставити хегемонију каква је раније постојала под Атилом. Византијски историчар Јордан наводи како је Ардарик имао добре односе са Источним римским царством, задовољивши се тек симболичним данком и уздржавајући се од похода јужно од гепидских граница.